# Міжнародна хартія відкритих даних

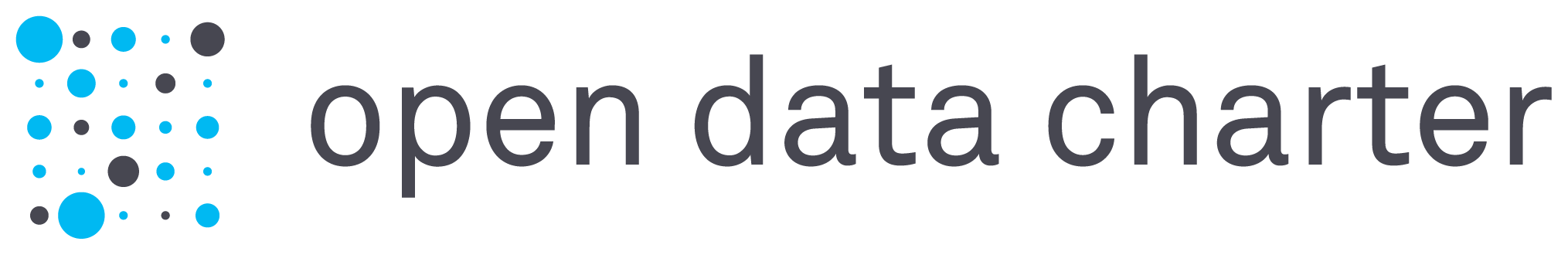
Логотип Хартії

Міжнародна хартія відкритих даних — це набір принципів і кращих практик для оприлюднення урядових відкритих даних. Вперше Хартія була офіційно схвалена 17 урядами держав, штатів та міст на Всесвітньому саміті Партнерства "Відкритий Уряд" у Мехіко в 2015 році. Підписантами Хартії стали уряди країн Чилі, Гватемали, Франції, Італії, Мексики, Філіппін, Південної Кореї, Великої Британії та Уругваю, міст Буенос-Айрес, Мінатітлан, Пуебла, Веракрус, Монтевідео, Рейноса, штатів Морелос і Халапа . Станом на кінець 2018 року, Міжнародна хартія відкритих даних впроваджена 62 урядами й підтримана 57 організаціями.

## Принципи Хартії
Хартія передбачає 6 принципів для оприлюднення відкритих даних:
1. Відкритість за замовчуванням;
2. Оперативність і вичерпність;
3. Доступність та готовність до використання;
4. Порівнюваність та інтероперабельність;
5. Для кращого врядування та участі громадськості;
6. Для інклюзивного розвитку та інновацій.

Принципи Міжнародної хартії відкритих даних затверджені Положенням про набори даних, які підлягають оприлюдненню у формі відкритих даних (постанова Кабінету Міністрів України від 21 жовтня 2015 р. № 835 [Архівовано 9 листопада 2018 у Wayback Machine.]).

## Приєднання України
Український уряд приєднався до Міжнародної хартії відкритих даних у вересні 2016 року. Першим серед українських міст став Львів. Невдовзі принципи Хартії впровадили Вінниця, Дніпро, Дрогобич, Чернівці, Кропивницький.